# Philipp Veit

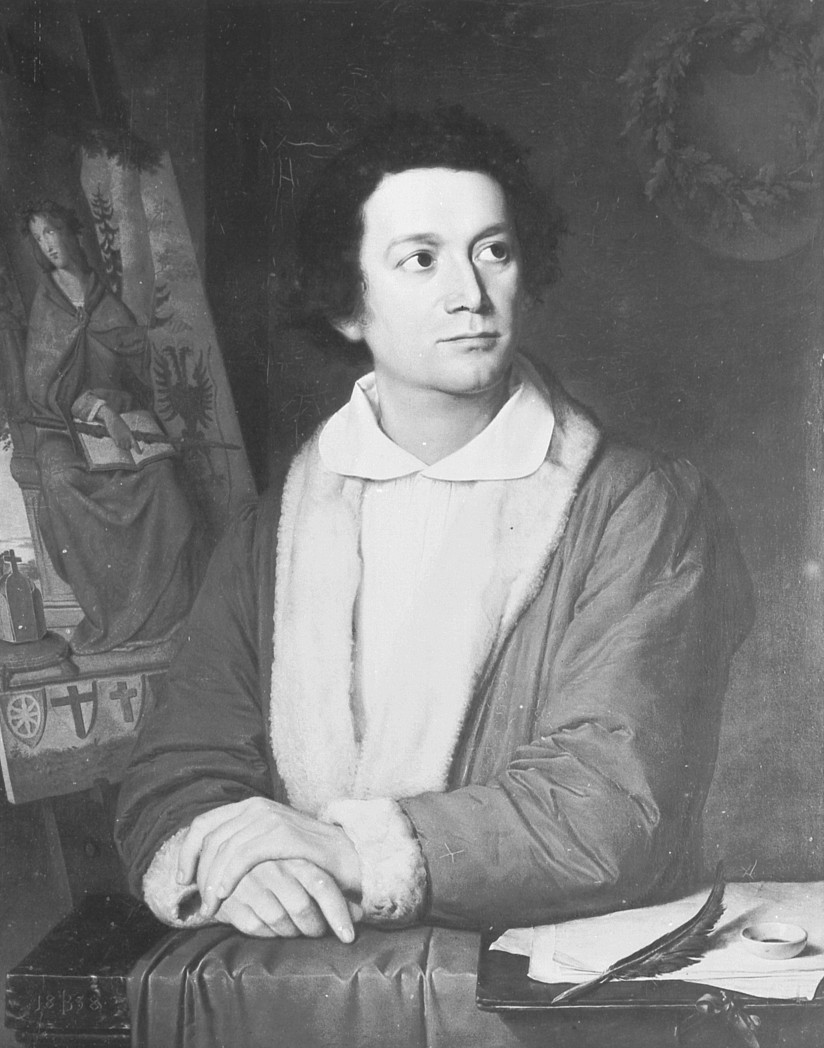
Philipp Veit, retrato efectuado por Joseph Binder en 1838, Städelsches Kunstinstitut und Städtische Galerie de Fráncfort del Meno.

Philipp Veit (Berlín, 13 de febrero de 1793-Maguncia, 18 de diciembre de 1877) fue un pintor romántico alemán, perteneciente al movimiento de los nazarenos. A Veit se le atribuye haber sido el primero en revivir la técnica casi olvidada de la pintura al fresco.

## Biografía
Veit era hijo de Simon Veit y su esposa Dorothea, hija de Moses Mendelssohn, lo que lo convierte en primo de Félix Mendelssohn. Su madre, después, dejó a su esposo para casarse con Friedrich von Schlegel, el escritor que de esta manera fue padrastro de Philipp. Con ellos, pasó parte de su juventud en París. Veit recibió su primera educación artística en Dresde (1809-1811), donde fue alumno de Friedrich Matthäi, y conoció a Joseph Anton Koch.
Durante las guerras de liberación napoleónicas (1813-1815), se hizo amigo del teniente, Friedrich de la Motte Fouqué. En 1814 se despidió del ejército, pintó un cuadro de la princesa Wilhelm, completó el retrato de la Condesa Zichy y pintó un cuadro para la iglesia de San Jacobo en Heiligenstadt, cerca de Viena.

### La Hermandad de San Lucas
En 1815 marchó a Roma; un año después ingresa en la Hermandad de los nazarenos, que influyeron grandemente en su arte. En Roma realizó un gran retablo con el tema de María, reina de los Cielos —en Trinità dei Monti en Roma— y el Triunfo de la Religión —en el Vaticano—.[cita requerida] Con estos artistas colaboró en la realización de dos series de frescos monumentales:

#### Casa Bartholdy
Jacob Salomon Bartholdy, (1779-1825), cónsul general de Prusia en Roma y tío del compositor Felix Mendelssohn les encargó la decoración del Palazzo Zuccaro. Elaboraron los frescos sobre el tema bíblico de José y sus hermanos. Veit pintó en 1816-1817 las escenas de José con la mujer de Putifar y Siete años de abundancia. Los frescos, quitados de la pared en 1887, se encuentran actualmente en la Alte Nationalgalerie de Berlín.

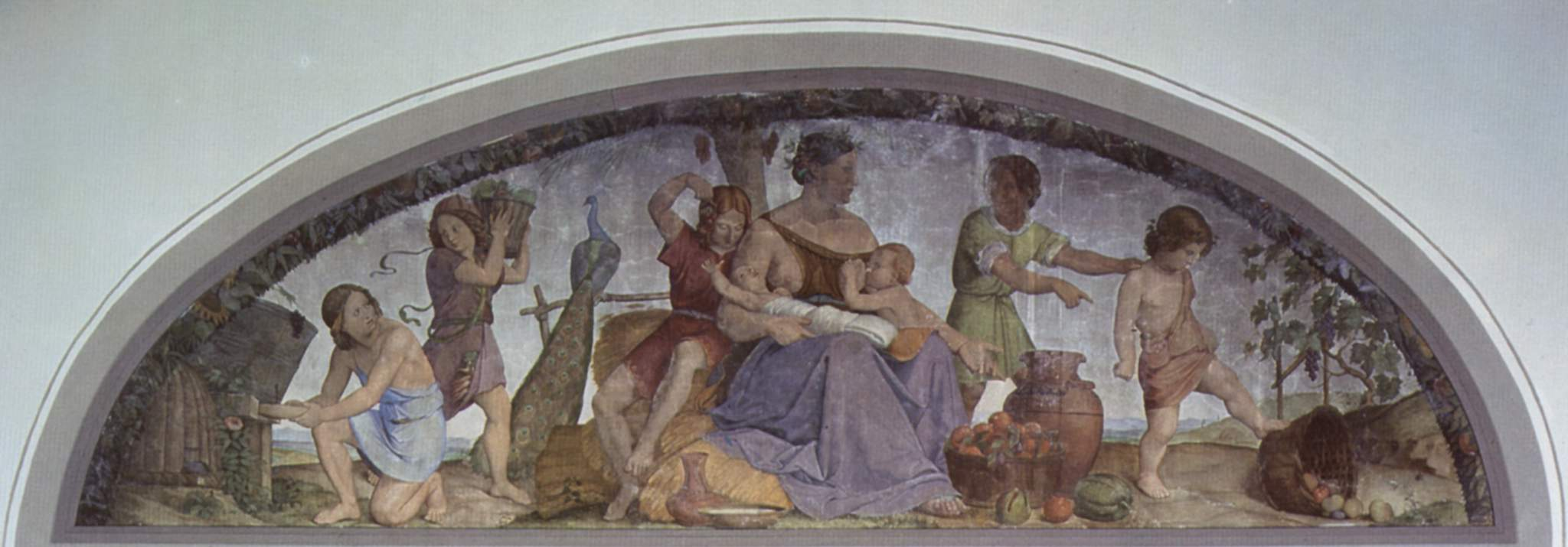
Luneta sobre los Siete años de Abundancia
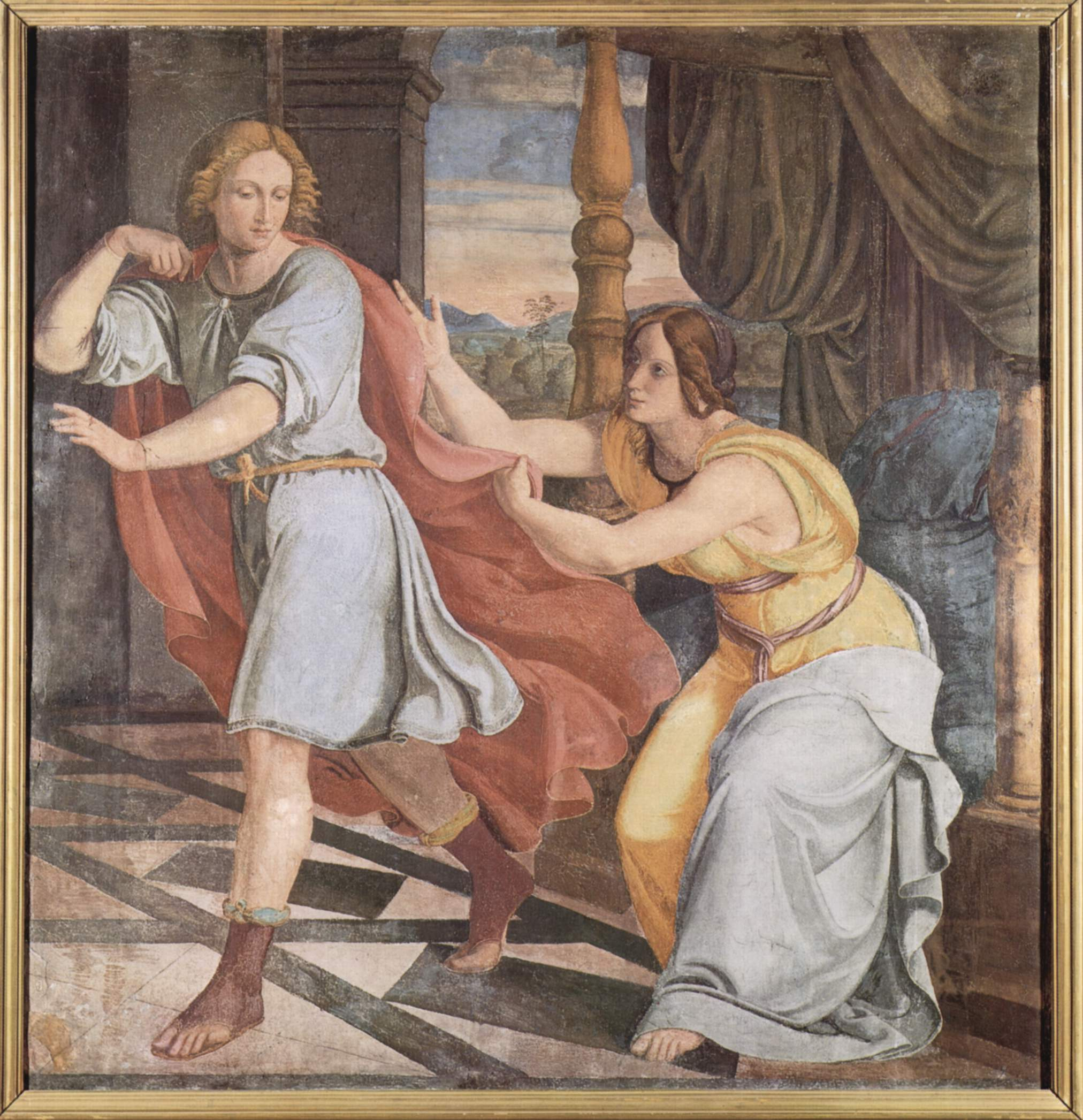
José y la mujer de Putifar

#### Casa Massimo
En 1817 el marqués Carlo Massimo les encargó la decoración de su pabellón en el jardín, el Casino Massimo, en Letrán. A Peter von Cornelius le correspondían los temas sobre la Divina comedia de Dante. Al partir este pintor hacia Múnich, el marqués, por consejo de Koch, confió la finalización de la obra a Philipp Veit. Este intervino en la decoración del Casino con composiciones dedicadas al poeta Dante. Pero tampoco acaba la obra, encargándose el propio Koch de finalizarla.

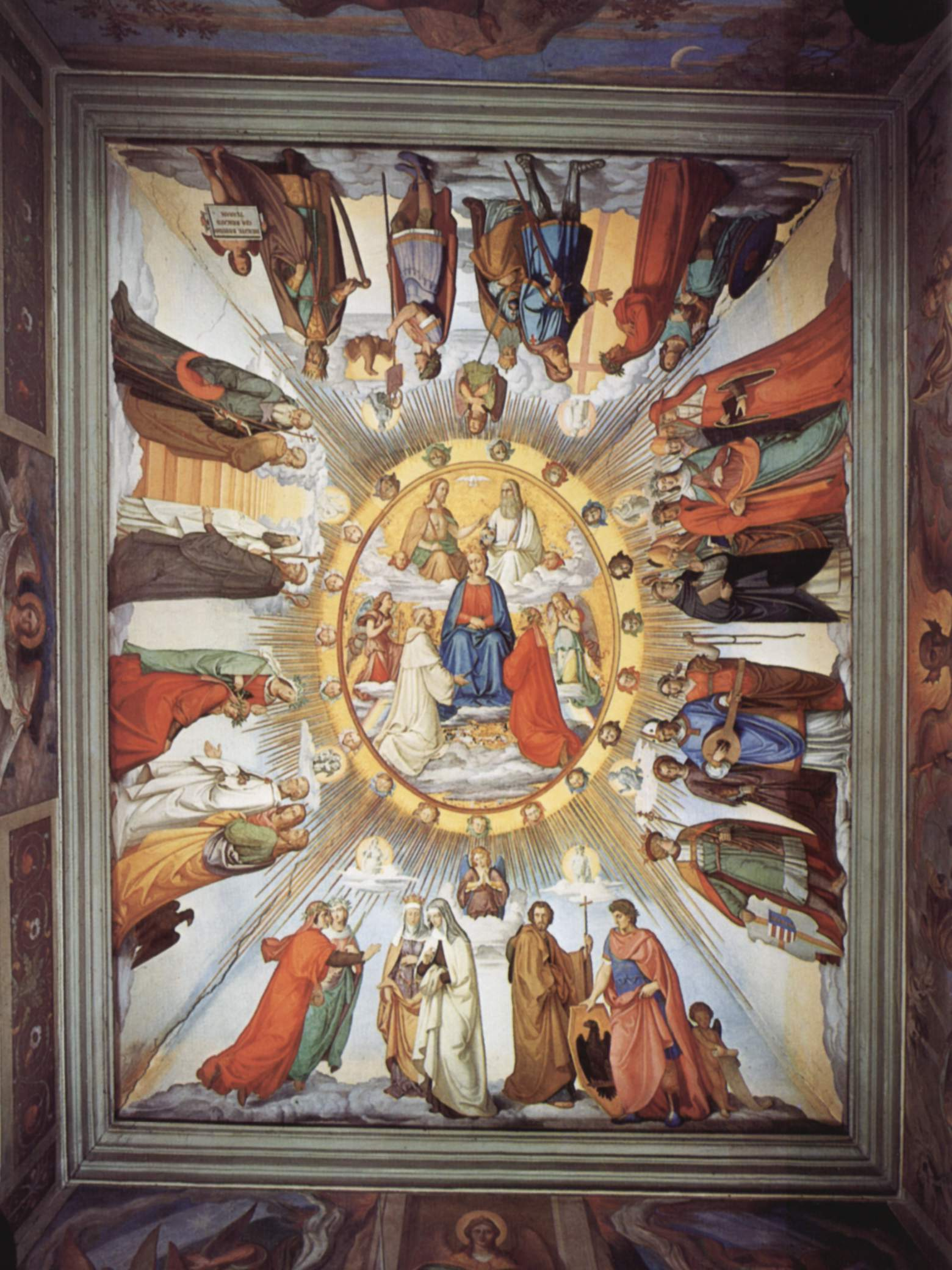
El Paraíso
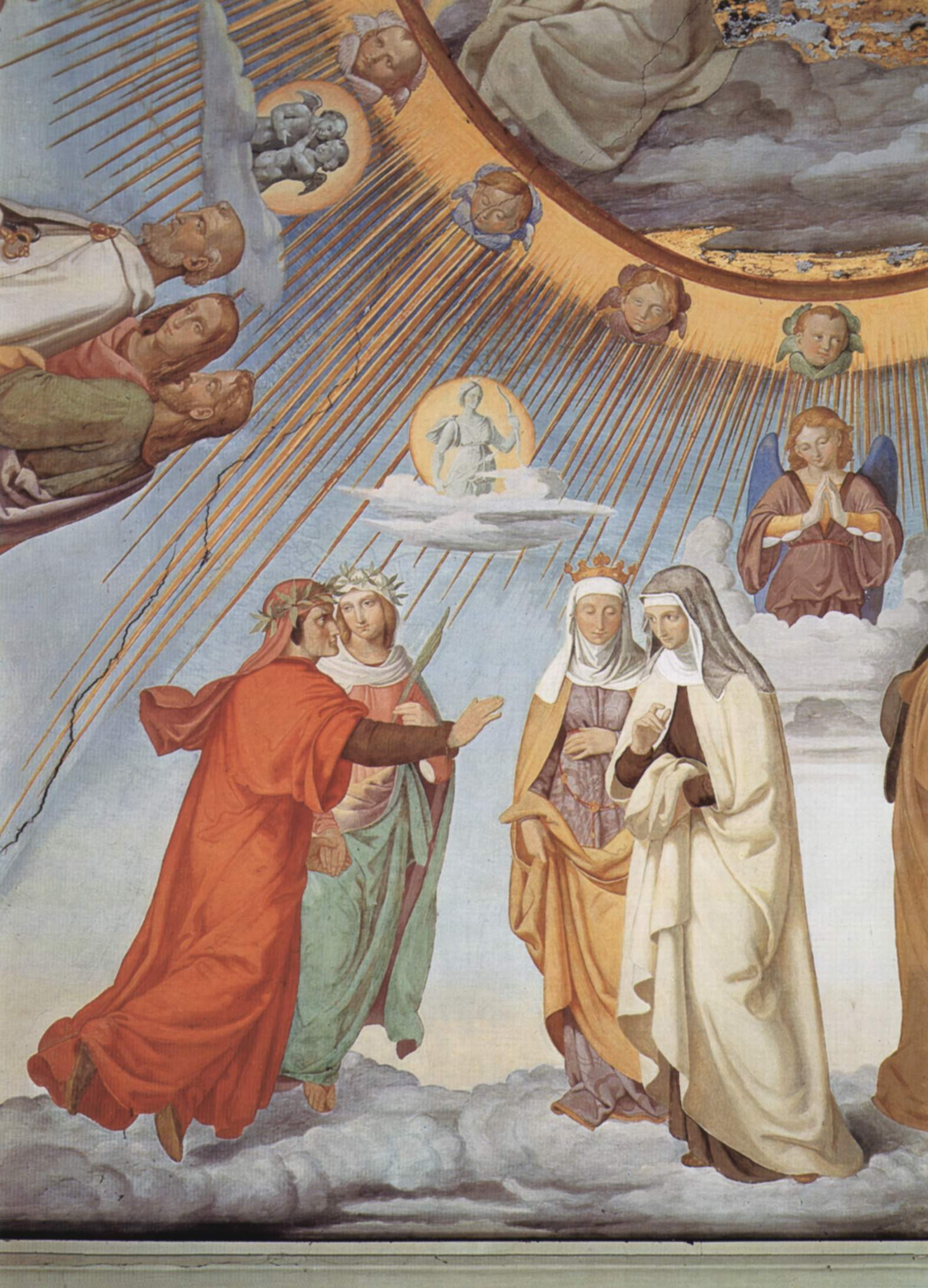
El Paraíso (detalle): El cielo con la Luna, Dante y Beatriz ante Constanza y Piccarda.
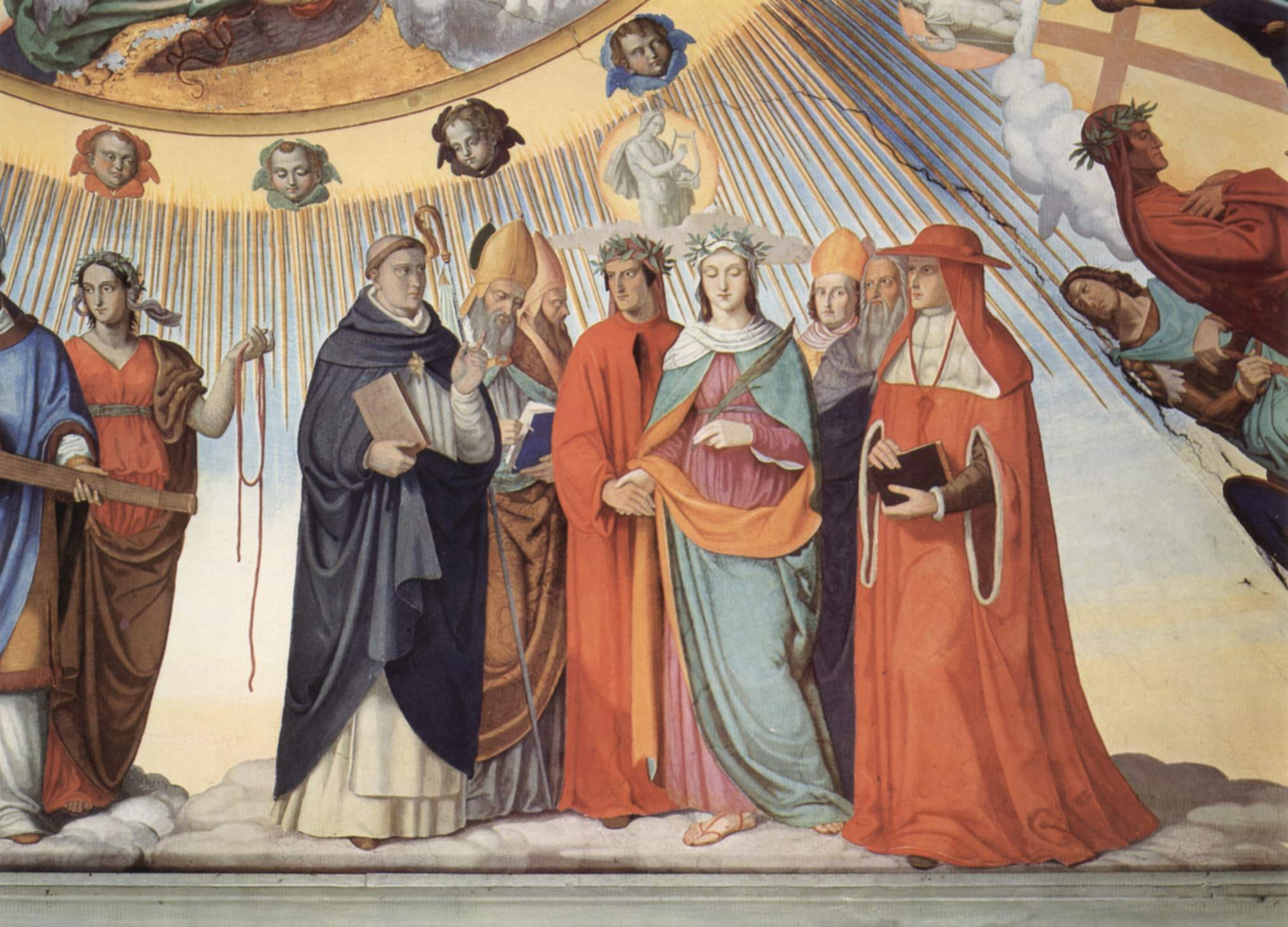
Dante y Beatriz con Tomás de Aquino, Alberto Magno, Pedro Lombardo y Sigerio de Brabante.

### Carrera posterior

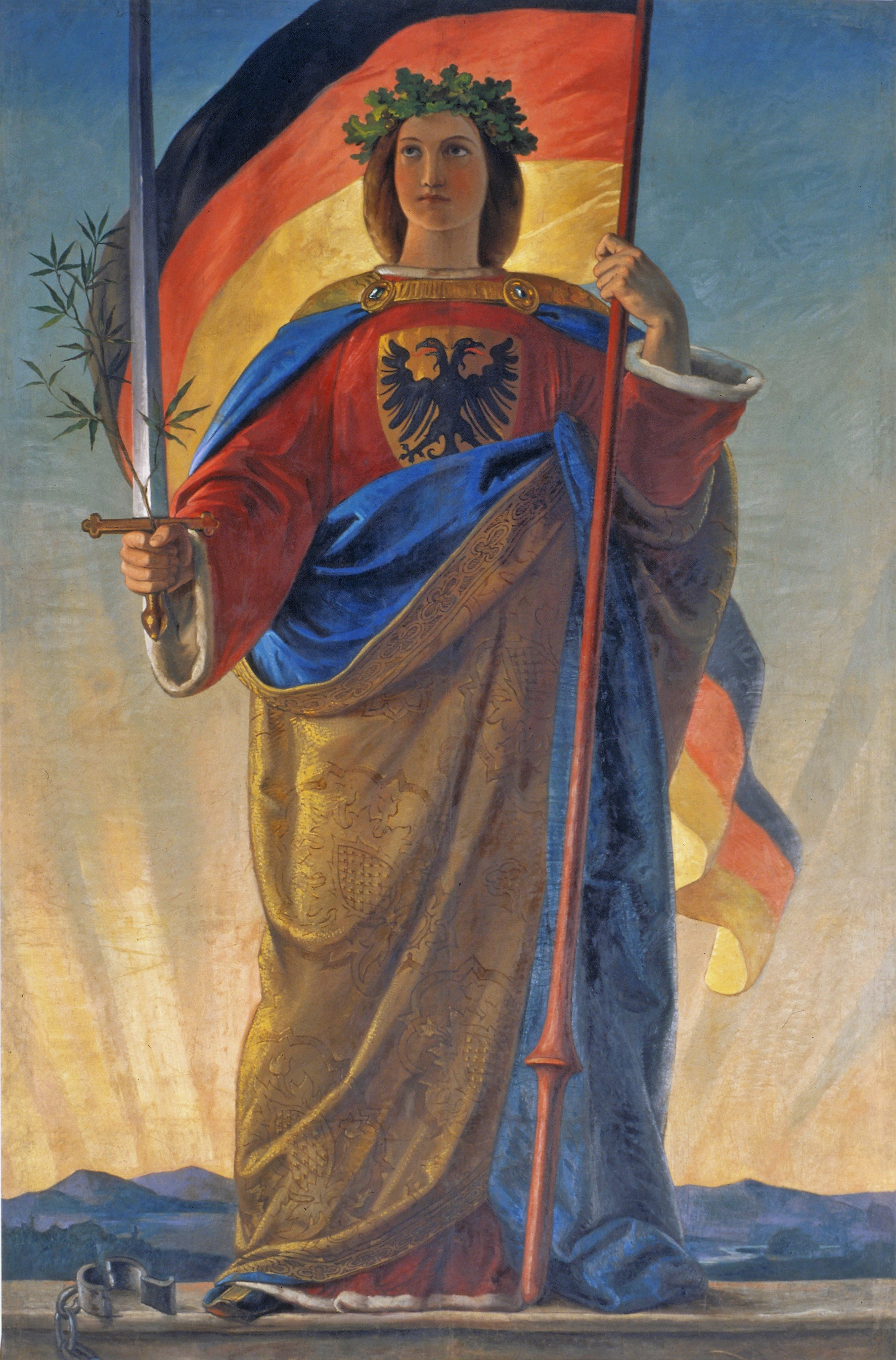
Germania

En Fráncfort, en cuyo Instituto Städel se conservan sus obras más importantes, trabajó entre 1830 y 1843 como director de las colecciones de arte y profesor de pintura. Aquí creó una serie de pinturas religiosas muy divulgadas a través de grabados y litografías, como San Jorge (1833, retablo para la Iglesia de San Jorge en Bensheim), Simón en el Templo, Las dos Marías ante el Sepulcro, y el gran fresco El Cristianismo introduce las bellas artes en Alemania, con representaciones alegóricas a los lados de Italia y Alemania (1834-1836). Para la Sala del Emperador en el Römer de Fráncfort, pintó los retratos de los emperadores Carlomagno, Otón IV y Federico II Hohenstaufen.
En 1843 dejó la administración del instituto y trasladó su estudio a Sachsenhausen porque como católico severo, se sintió herido en sus convicciones religiosas por la compra, por parte de la institución, de la obra Jan Hus ante el Concilio de Constanza de Carl Frederick Lessing, que colocaron, a modo de contraste, enfrente de la obra maestra de Veit: El Cristianismo introduce las bellas artes en Alemania.
Desde 1853 hasta su muerte en 1877 tuvo el cargo de director de la Galería Municipal de Maguncia. Diseñó una serie de pinturas para el coro de la catedral. Hasta el final de su vida permaneció fiel a la dirección ascética de su juventud, que fue continuada por su alumno Eduard Jakob von Steinle.

## Obras y estilo
Como sus compañeros nazarenos, era más un dibujante que un pintor, y aunque sus sentido del color era mayor que el de Overbeck o Cornelius, sus obras son generalmente dibujos coloreados, más que pinturas en el sentido moderno del término. 

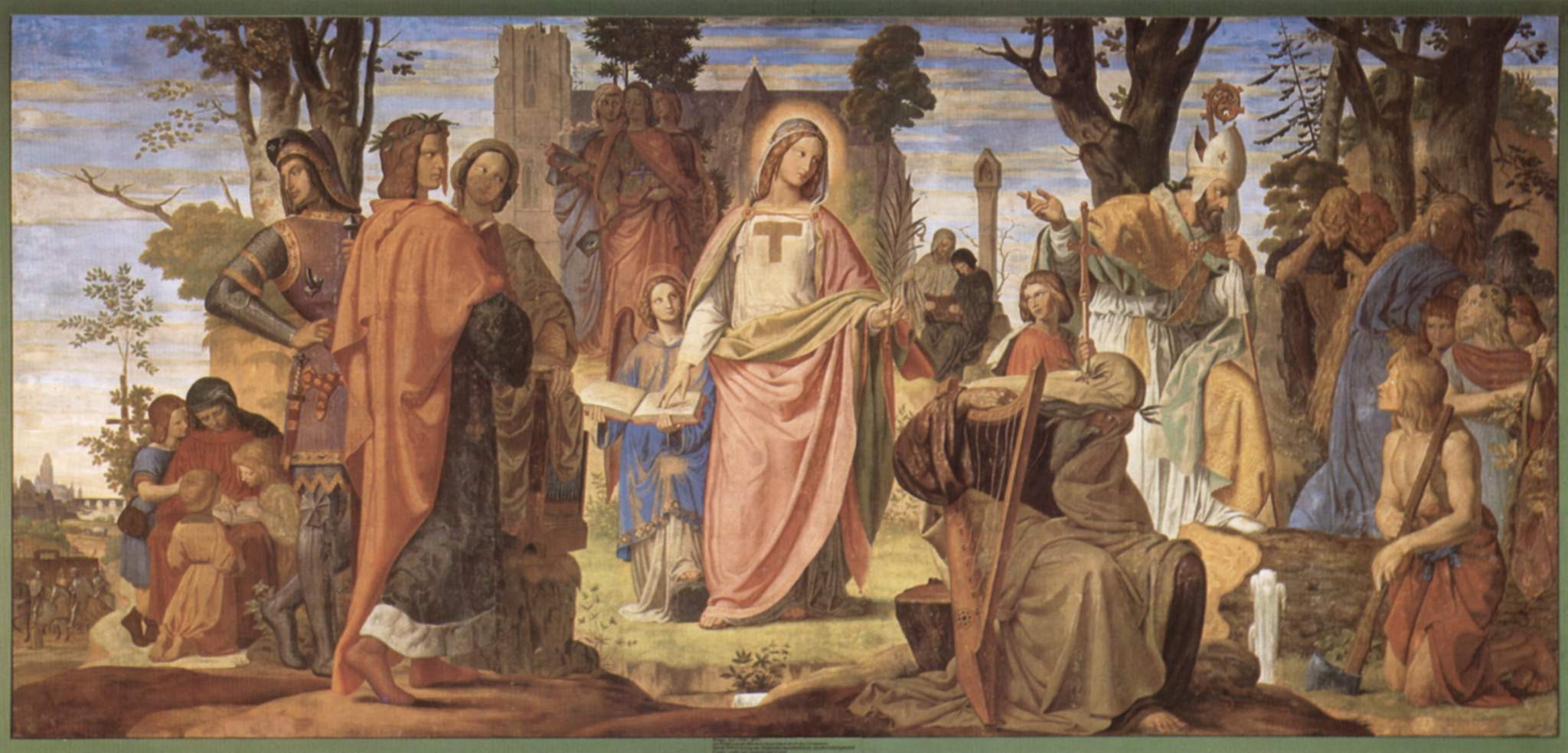
El Cristianismo introduce las bellas artes en Alemania

Su obra más conocida es el ciclo de frescos que realiza para el Museo Municipal de Arte de Fráncfort del Meno, tras ser nombrado director del mismo en 1830. Los frescos de Fráncfort son uno de los conjuntos pictóricos más hermosos del romanticismo alemán tardío, integrado por composiciones históricas y alegóricas como El Cristianismo introduce las bellas artes en Alemania (1833-1836). Es una obra de madurez. Fue transferido a lienzo en 1877. 
En el centro se representa a la religión; a su derecha, san Bonifacio, el apóstol de Alemania, que predica la religión a un joven que lo escucha atentamente; un viejo bardo y una sacerdotisa se marchan, y acaba de cortarse el roble sagrado por mandato del apóstol. La religión se vuelve hacia un lado, manteniendo en la mano la palma, la promesa de paz. Con la mano derecha apunta a los Evangelios como fuente de verdad. La vida cristiana florece alrededor de ella, y en la parte izquierda se ven representaciones de la poesía cristiana, de la caballería medieval, de la música, y más lejos, en el fondo, las figuras simbólicas de otras artes, el monje muerto para el mundo, pero dedicado al estudio; finalmente, un edificio gótico y una ciudad civilizada —descripción según la Enciclopedia Católica—.
Otras obras:
- Asunción, en la catedral de Frankfurt del Meno.
- Las dos Marías ante el Sepulcro, en la Galería Nacional de Berlín.
- Germania (1848), obra de rasgos patrióticos, propio de los ideales nazarenos, una personificación nacional de Alemania, fue pintada para presidir la Asamblea Nacional de Fráncfort y trasladada después al Museo Nacional Germano de Núremberg.